# Lingli Shuiku
Lingli Shuiku (kinesiska: 岭里水库) är en reservoar i Kina. Den ligger i provinsen Fujian, i den sydöstra delen av landet, omkring 58 kilometer väster om provinshuvudstaden Fuzhou. I omgivningarna runt Lingli Shuiku växer huvudsakligen savannskog.
Genomsnittlig årsnederbörd är 1 913 millimeter. Den regnigaste månaden är augusti, med i genomsnitt 374 mm nederbörd, och den torraste är oktober, med 19 mm nederbörd.